# Yvonne Vallée
Yvonne Vallée (21 de fevereiro de 1899 - 15 de junho de 1996) foi uma atriz francesa.

## Vida
Nascida Marguerite Yvonne Vallee em Bordeaux em 1899. Vallée foi a esposa de Maurice Chevalier de 1927 a 1933. Ela morreu em Vallauris, na França, em 1996, aos 97 anos. Ela está enterrada no Cimetière du Grand Jas em Cannes, nos Alpes-Maritimes.

## Carreira
Antes do casamento, Yvonne Vallée era a parceira de dança do music hall de Chevalier. Ela frequentemente executava operetas ao lado de Chevalier e estava no conjunto para a estreia de Belle of New York em Paris.
Alegadamente, ela conheceu Chevalier em 1924 durante seu período de depressão ao retornar à França de um empreendimento fracassado na cidade de Nova York; isso culminou em uma tentativa de suicídio, mas as coisas mudaram para Chevalier e ele se casou com Vallée três anos depois.
A dupla é destaque na fotografia "Réunion de stars du cinéma" de Erich Salomon. Percy Cudlipp relata seu encontro em Maurice Chevalier's Own Story (NASH & GRAYSON LIMITED, 1930):
"No palco vazio da Bouffe Parisienne, um teste estava em andamento.
Os artistas estavam sendo escolhidos para uma próxima revista em que Maurice Chevalier seria a estrela.
Um por um, os candidatos se destacaram de um grupo de espera nos bastidores e dançaram ou cantaram para que Chevalier e seus produtores pudessem fazer sua escolha.
Havia uma garota cuja dança impressionou particularmente os espectadores. Ela era pequena, morena e tímida. Ela dançou como se o fizesse por diversão e não para ganhar a vida.
Quando o tilintar agudo do piano morreu, um dos produtores anunciou: "A madamoiselle está ligada", e logo depois a garota cujo nome era Yvonne Vallée ouviu que ela iria dançar na revista como parceira do próprio Chevalier."
Um romance se seguiu: "Na próxima temporada, Mile. Vallée juntou-se a mim como meu parceiro regular de dança. Enquanto isso, nos tornamos algo mais do que bons camaradas. Descobrimos que tínhamos nos apaixonado." Maurice Chevalier a pediu em casamento em 1926; eles pretendiam ter um casamento tranquilo, mas o local do casamento vazou para os paparazzi.
Vallée frequentemente se apresentava ao lado do marido, interpretando a filha do dono do café (interesse amoroso da personagem do marido) em Le Petit Café, no musical "Playboy de Paris", dirigido por Ludwig Berger e cantando em duo com ele na gravação "Dit's moi M'sieur Chevalier".
O casamento durou oito anos e eles se divorciaram por incompatibilidade. Maurice Chevalier se envolveu com a dançarina Nita Raya logo depois.

## Filmografia
- Hello New York (1928)
- The Little Cafe (1931)